# Танзамская железная дорога

Железнодорожная сеть Танзании
(интерактивная версия)
колея 1000 мм, колея 1067 мм (ТАЗАРА)

Танза́мская железная дорога или Танзанийско-замбийская железная дорога (англ. Tanzam, в русских источниках ТАНЗАМ) — железная дорога в Восточной Африке, связавшая порт Дар-эс-Салам на океанском побережье Танзании с городом Капири-Мпоши в центральной Замбии. На однопутной железной дороге используется ширина колеи 1067 мм (3,5 фута), что отличается от прочих дорог Танзании. Дорога эксплуатируется совместным железнодорожным органом Tanzania-Zambia Railway Authority (TAZARA).
Правительства Танзания, Замбии и Китая построили эту железную дорогу, чтобы устранить зависимость не имеющей выхода к морю Замбии от Родезии и Южной Африки, обе из которых находились под властью правительств белого меньшинства. Железная дорога — единственный способ массовых перевозок медной руды из Замбии.
Проект осуществлялся с 1970 по 1975 год при поддержке Китая. По его завершении ТАНЗАМ стала самой длинной железной дорогой в Африке к югу от Сахары. ТАНЗАМ была также на тот момент крупнейшим китайским проектом иностранной помощи — стоимость строительства составила 406 млн долларов США (эквивалент в 2,56 млрд долларов сегодня).
ТАНЗАМ столкнулась с оперативными трудностями с самого начала и продолжала работать при помощи со стороны Китая (включая работу сотен специалистов), а также ряда европейских стран и США. Грузооборот достиг 1,2 млн тонн в 1986 году, но снижался в 1990-е годы в связи с концом апартеида в Южной Африке и обретением независимости Намибией, когда открылись альтернативные маршруты транспортировки замбийской меди. Грузовые перевозки сократились до 88 000 тонн в финансовом году 2014/2015, то есть менее 2 % проектной загрузки в 5 млн тонн в год.

## Маршрут

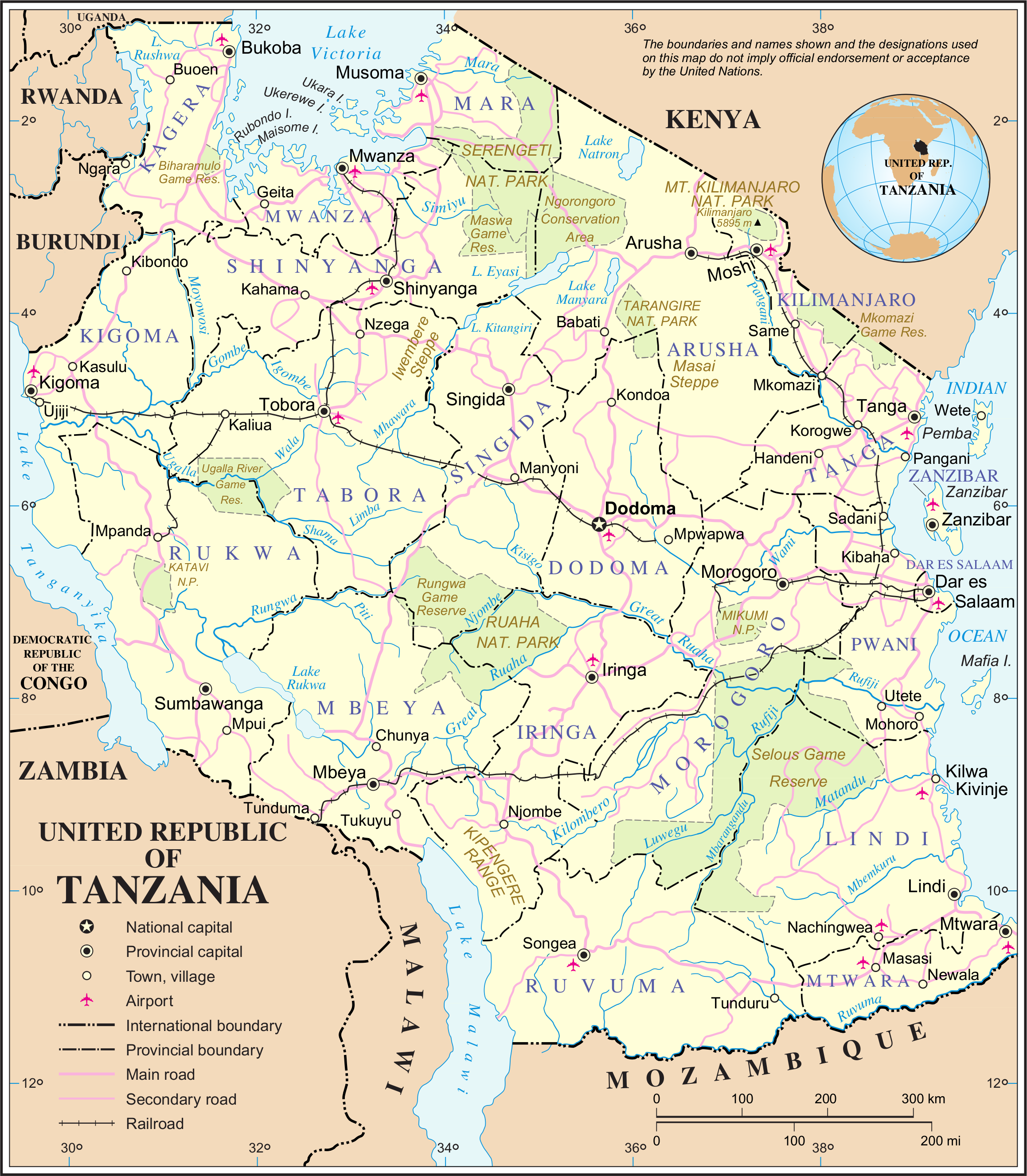
Карта маршрута ТАНЗАМа с указанием национальных парков и заказников

Маршрут длиной в 1860 км от побережья Индийского океана до Капири-Мпоши в центральной Замбии стал одним из величайших инженерных сооружений подобного рода со времён Второй мировой войны. Железная дорога пересекает Танзанию в юго-западном направлении, оставляя прибрежную полосу, а затем идёт в основном по безлюдным районам огромного заповедника Селус. Железная дорога пересекает танзанийско-замбийское шоссе в Макамбако и проходит параллельно шоссе в направлении Мбеи и замбийской границы. Связь с железными дорогами Замбии есть в Капири-Мпоши.

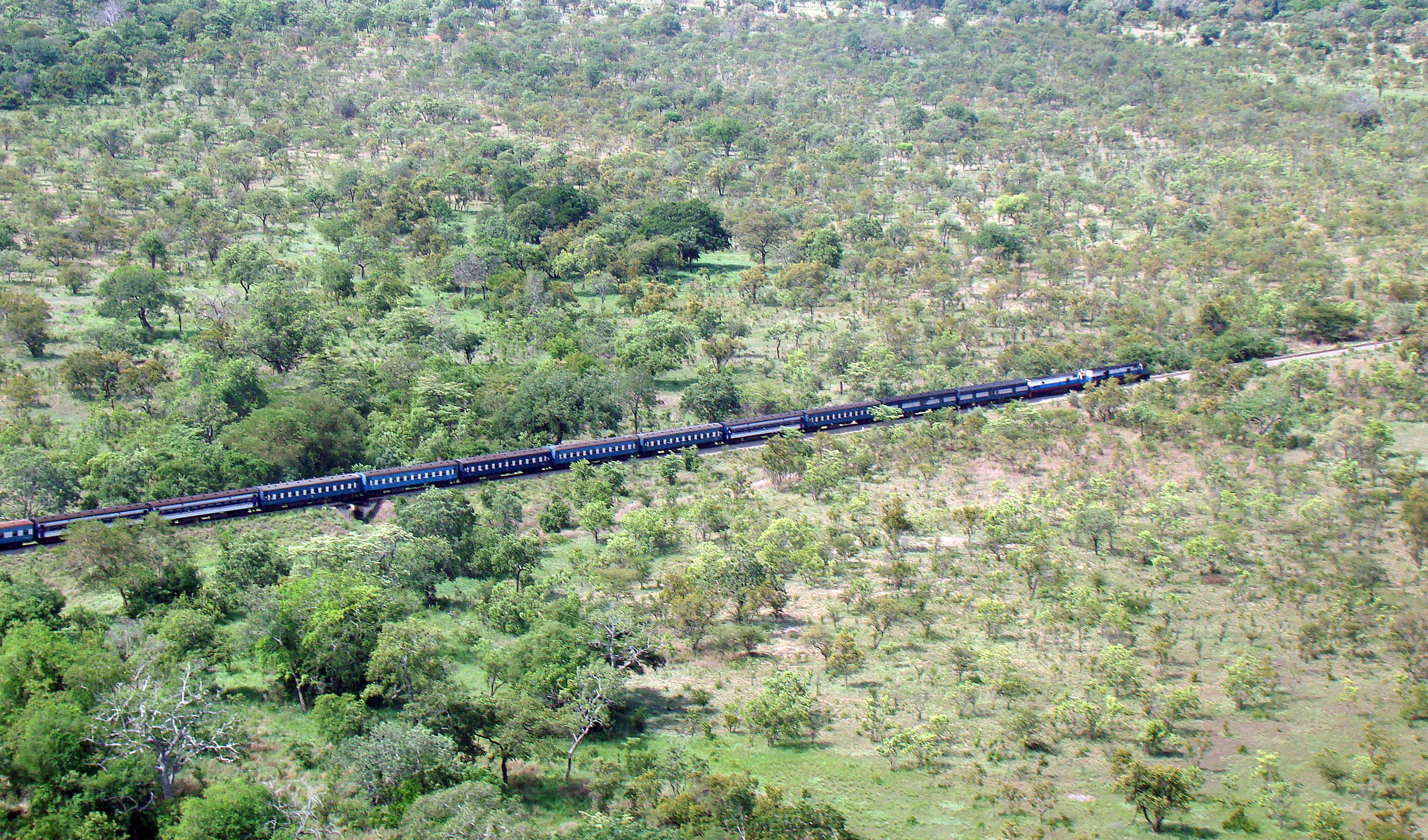
Локомотив ТАНЗАМа проходит через заповедник Селус

Дорога поднимается до 550 м над уровнем моря в Млимбе, а затем достигает своей высшей точки — 1789 м над уровнем моря. В конечной точке высота линии над уровнем моря — 1274 м.

## Пассажирское сообщение
По состоянию на февраль 2016 года, два пассажирских поезда в неделю проходят всю трассу ТАНЗАМа в обоих направлениях. Новый экспресс-поезд ходит по пятницам из Дар-эс-Салама и по вторникам из Нью-Капири-Мпоши. Обычный поезд останавливается на всех остановках, а Экспресс-Сервис делает меньше остановок. Весь путь по расписанию занимает 36 часов, хотя задержки могут продлить поездку до 50 часов или более. Поезда медленнее автобусов, но дешевле и безопаснее. Поезда ТАНЗАМа привлекают иностранных туристов, желающих увидеть пейзаж и дикую природу вдоль трассы.
Пригородные поезда ходят по ТАНЗАМу из Дар-эс-Салама, начиная с 2012 года.

## История

### Истоки проекта
В конце XIX века Сесил Родс предусматривал строительство железной дороги от британской Родезии в Танганьику (в то время Германская Восточная Африка) для перевозки медной руды. После Первой мировой войны Танганьика была передана Великобритании по мандату Лиги Наций, и британские колониальные власти вновь вернулись к этой идее.
Интерес к строительству дороги возобновился после Второй мировой войны. Но в отчёте 1952 года специалисты Sir Alexander Gibb & Partners пришли к выводу, что строительство такой железной дороги было бы экономически не оправдано в связи с низким уровнем развития сельского хозяйства вдоль трассы и в связи с тем, что существующие железные дороги через Мозамбик и Анголу являются достаточными для реализации меди на экспорт. В докладе Всемирного банка за 1964 год есть оценка грузооборота между Замбией и Танзанией всего в 87 000 тонн, в связи с чем было рекомендовано построить автомобильную дорогу:43.
Во время строительства дороги президент Ньерере жаловался, что западные страны выступают против китайских планов по строительству железной дороги, но не предлагают ему никакой альтернативы.
«… в мире все деньги красные или синие. У меня нет своих зелёных денег, так где же мне брать их? Я не выбираю сторону в холодной войне. Я всего лишь хочу денег на стройку». — Julius Nyerere, PRO, DO183/730, From Dar es Salaam to CRO, No. 1089, 3 July 1965.